# Berlinski zid
Berlinski zid (njem.: Die Berliner Mauer) je bila barijera dugačka oko 160 km koja je odvajala Zapadni od Istočnog Berlina i okolnog teritorija Njemačke Demokratske Republike. Sagradila ga je istočnonjemačka vlast, čija je propaganda taj objekt nazvala "Antifašističkim obrambenim zidom" (njem. „Antifaschistischer Schutzwall“). Svrha zida je bila onemogućiti bijeg stanovnika iz realsocijalističke Istočne u Zapadnu Njemačku. Počeo se graditi 13. kolovoza 1961. godine i više je puta nadograđivan. Otvoren je za neometan promet 9. studenog 1989., a potom je srušen. Bio je oličenje hladnog rata.

## Okolnosti podizanja
Izravni dodir istočnonjemačkog i zapadnonjemačkog državnog područja u Berlinu ostavljao je stanovništvu mogućnost da migrira na Zapad: od 1945. do 1961. godine je tako napustilo Njemačku Demokratsku Republiku ukupno 3,5 milijuna stanovnika – oko 20% ukupne populacije te države. Uz to je mogućnost da u Berlinu iz komunističkih zemalja pobjegnu na Zapad (komunističke države su zabranjivale emigraciju, ponašajući se kao da su vlasnici svojih stanovnika) koristio znatan broj državljana DDR-u susjedne Poljske i Čehoslovačke.
Izgradnja, održavanje i nadziranje zida i širokog "pojasa smrti" uz njega – građevine koja je u završnoj fazi bila dugačka oko 160 km – bilo je vrlo skupo, te je predstavljalo znatan teret za istočnonjemačku ekonomiju.
U razdoblju od 1961. do 1989. godine pobili su istočnonjemački graničari barem 138 osoba koje su pokušavale pobjeći preko Zida. Uspješnih bjegunaca preko Zida zabilježeno je 5.075, od toga 574 iz redova vojnika čiji je zadatak bio da čuvaju Berlinski zid.

## Pad Berlinskog zida
U kontekstu dezintegracije komunističkog bloka okupljenog oko Sovjetskog Saveza, dugogodišnji efektivni vladar DDR-a Erich Honecker,  ("Generalni sekretar Socijalističke partije Njemačkog ujedinjenja") je 18. listopada 1989. godine podnio ostavku. Makar je Honecker još u siječnju 1989. godine javno davao prognoze da će Berlinski zid stajati još 50 do 100 godina, ubrzani slijed događaja koji je poslije prepoznat kao mirna revolucija u DDR-u 1989. godine ga je demantirao. U rujnu 1989. godine su izbile demonstracije širom Istočnje Njemačke. Ispočetka su demonstranti bili uglavnom ljudi koji su htjeli emigrirati na Zapad, te su izvikivali/pjevali parolu "Wir wollen raus!" ("Želimo van!"). Potom su demonstranti počeli izvikivati "Wir bleiben hier!" ("Ostajemo ovdje!"), naznačujući da žele da Zapad dođe u njihov zavičaj, umjesto da oni napuste svoj zavičaj. Kako komunističke vlasti nisu pokazivale odlučnost da primijene silu protiv demonstranata (demonstracije su bile ilegalne: u komunističkoj zemlji se jedino smije izražavati potporu režimu, protivljenje politici vlasti je "kontrarevolucionarna djelatnost" i strogo je kažnjivo), demonstracije su potrajale i postajale sve masovnijima: vrhunac im je bio 4. studenog, kada se oko pola milijuna demonstranata okupilo na Alexanderplatzu u Istočnom Berlinu.
Pod pritiskom demonstracija i međunarodne situacije gdje su se ljuljali svi režimi u Istočnoj Europi, politbiro Socijalističke partije Njemačkog ujedinjenja (SED) na čelu s Honneckerovim nasljednikom Egonom Krenzom je 9. studenog 1989. godine odlučio dopustiti emigriranje na Zapad (u komunističkim i drugim totalitarističkim zemljama, najvažnije odluke ne donose državne vlasti, nego središnja tijela vladajuće partije). Na konferenciji za novinare je predstavnik Politbiroa za javnost (i šef SED-a za Istočni Berlin) Günter Schabowski nespretno najavio da će odluka "stupiti na snagu odmah, bez odgađanja" - makar je Politbiro odredio da odluka treba stupiti na snagu sutradan, kako bi se istočnonjemački graničari pripremili za otvaranje prijelaza. Izjave Schabowskog su u 19:17 sati prenijeli zapadnonjemački elektronski mediji, koji je mogao pratiti i pretežni dio istočnonjemačkog stanovništva; ubrzo su se pred šest prijelaza iz Istočnog u Zapadni Berlin počeli okupljati građani DDR-a koji su odmah htjeli na Zapad. Vrlo zbunjeni graničari - koji još nisu dobili naloge da ikoga puštaju - suočili su se velikom masom ljudi: nitko nije imao odlučnosti da odobri uporabu sile koja bi ih mogla zadržati. U 22:45 sati je Harald Jäger, neposredni zapovjednik prijelaza na Bornholmer Straße naredio graničarima da otvore prijelaz i da se pusti ljude u Zapadni Berlin: na drugoj strani su ih dočekali Zapadni Berlinčani s cvijećem i šampanjcem; prizor grljenja i plesa kojega su prenosile televizijske postaje je emocionalno potresao čitavu Njemačku, čiji je narod doživljavao kraj nametnute podijeljenosti.
Već 9. studenog 1989. godine su ljudi samoinicijativno počeli fizički razbijati dijelove Zida, a 13. studenog je istočnonjemačka vojska počela s organiziranim uklanjanjem nekih njegovih dijelova. Državljanima DDR-a je bilo odmah omogućeno da prelaze iz Istočnog u Zapadni Berlin; međutim je pogranična služba do 23. studenog 1989. godine još uvijek ograničavala ulazak zapadnonjemačkih državljanima u Istočni Berlin. Službeno Ponovno ujedinjenje Njemačke je nastupilo 3. listopada 1990. godine.

## Sjećanje
Rušenje Berlinskog zida označilo je početak oslobađanja od komunističke ideologije i struktura ne samo u Istočnoj Njemačkoj, nego u većini do tada socijalističkih država u Europi. 
Ujedno je pad zida označio početak ubrzanog sjedinjenja Njemačke.
O 25. obljetnici pada zida, njemačka savezna kancelarka Angela Merkel nazvala je rušenje zida "epskim udarcem tiraniji.

## Vanjske poveznice
- | Logotip Zajedničkog poslužitelja | Zajednički poslužitelj ima stranicu o temi Berlinski zid |